# Hearts and Minds (Izgubljeni)
Hearts and Minds je trinaesta epizoda prve sezone televizijske serije Izgubljeni. Režirao ju je Rod Holcomb, a napisali su je Carlton Cuse i Javier Grillo-Marxuach. Prvi puta je emitirana 12. siječnja 2005. godine na televizijskoj mreži ABC. Glavni likovi radnje epizode su Shannon Rutherford (Maggie Grace) i Boone Carlyle (Ian Somerhalder). 

## Radnja

### Prije otoka
Shannon zove Boonea telefonom i moli ga da dođe po nju u Sydney. On dolazi i uskoro otkriva da ju je njezin dečko Bryan (Charles Mesure) pretukao. Boone sve to prijavi policiji, ali ga detektivi ignoriraju. Nakon toga Boone nudi Bryanu 25 tisuća dolara da ostavi njegovu sestru po očuhu, ali ovaj traži pedeset tisuća na što Boone pristaje. Uskoro se otkriva da Bryan nije prvi dečko kojem je Boone platio da ostavi Shannon. Ipak, Shannon odbija otići s Booneom. U tom trenutku Boone shvaća da je Shannon cijelo vrijeme lagala kako bi od njega izvukla novac i da je to radila svaki put kad bi se slična situacija dogodila. Bryan govori Booneu da je njegova majka uzela novac koji je pripadao Shannon te da ovakvim potezima Shannon samo želi ono što joj po pravu pripada. Nakon kratke tučnjave u kojoj izvlači deblji kraj, Boone odlazi. Te iste noći pijana Shannon dolazi u njegovu hotelsku sobu i govori mu da ju je Bryan prevario i otišao s njezinim novcem. Također govori Booneu da zna da ju on voli i premda se on u početku opire na kraju njih dvoje spavaju zajedno. Kasnije Shannon moli Boonea da ništa ne govori njihovim roditeljima.

### Na otoku
Dvadeset i četvrtog dana nakon zrakoplovne nesreće, 15. listopada 2004. godine, Boone shvaća da veza između Shannon Rutherford i Sayida Jarraha (Naveen Andrews) postaje sve intimnija. Pokušava reći Sayidu da mu je bolje da Shannon ostavi na miru, ali ga ovaj ignorira. Boone i Locke zajedno još uvijek pokušavaju otvoriti podzemno okno, a svima ostalima i dalje lažu da odlaze u lov. Hugo "Hurley" Reyes (Jorge Garcia) upita Boonea kako to da ne donose sa sobom veprove kad već idu u lov, ali John Locke (Terry O'Quinn) uvjerava Boonea da je ono što njih dvojica rade s oknom puno važnije od samog lova. Uskoro Locke predloži da će im, ako dovoljno dugo gledaju u njega, samo okno reći kako ga otvoriti.
Boone priznaje Lockeu da je već umoran od laganja i želi reći Shannon za okno. Locke nevoljko pristaje, ali nakon što Boone odluči otići, Locke ga onesvijesti s drškom noža. Nakon što se probudi, Boone shvaća da ga je Locke zavezao. Locke pored njega ostavlja nož, a na njegovu ranu posebnu smjesu koju je napravio i govori mu da će biti sposoban doseći ga nakon što u svojoj glavi bude dovoljno motiviran. Nakon nekoliko neuspješnih pokušaja, Boone začuje Shannonine vriskove i zvuk čudovišta koje se približava. Upravo to posluži mu kao motivacija i nakon kratke bitke sa samim sobom uz jake bolove on napokon dosegne za nožem i oslobađa se te kreće u potragu za Shannon.
Kate Austen (Evangeline Lilly) pokazuje Jacku Shephardu (Matthew Fox) vrt koji je započela raditi Sun-Hwa Kwon (Yunjin Kim). Dok zajedno rade u vrtu Kate otkriva da Sun govori engleski jezik, ali ju moli da nikome drugome to ne kaže. Sun je uzimala lekcije iz engleskog jezika u Koreji, ali ne želi da Jin to zna. Locke vidi Sayida koji pokušava shvatiti mape Danielle Rousseau pa mu daje svoj kompas. Sayid govori Jacku da, prema Lockeovom kompasu, sjever nije tamo gdje bi trebao biti te započne sumnjati u ispravnost instrumenta. Jack pronađe Lockea i upita ga za Boonea. Locke mu govori da ga nije vidio cijeli dan te da veprovi migriraju izvan njihovog okruga gdje žive. Hurley i Jin-Soo Kwon (Daniel Dae Kim) provode dan loveći ribu. Nakon što Hurley ne uspije uhvatiti ništa i slučajno stane na morskog ježa, Jin mu pomogne izliječiti ranu i daje mu svoju ulovljenu ribu.
Boone trči džunglom i pronalazi Shannon zavezanu od glave do pete za drvo. Ona vrišti i traži da ju Boone oslobodi. On to i čini pa njih dvoje zajedno trče džunglom, što dalje od zvukova čudovišta. Boone govori Shannon za okno netom prije nego što ih čudovište ponovno napadne i odnese Shannon. Boone je bespomoćno traži po džungli i uskoro pronalazi njezino unakaženo tijelo pored potoka te ju gleda kako umire. Te noći Boone se vraća u kamp u želji da ubije Lockea te zavrišti na njega da je on bio taj koji je ubio njegovu sestru; Locke, međutim, otkriva Booneu da je njegova sestra živa i zdrava. Zbog smjese koju mu je napravio, Boone je doživio snažnu halucinaciju i vizije koje su mu, prema Lockeovom mišljenju, trebale pomoći oko iskustva sa samim otokom. Boone mu otkriva da je osjetio olakšanje nakon što je vidio Shannon mrtvu. Locke ga zove da pođe s njim i njih dvojica nestaju u džungli.

## Produkcija
Radnja epizode Hearts and Minds zacementirala je odnos između Boonea i Lockea nakon što je Boone prošao kroz test karaktera. Producenti su također smatrali da bi bilo zanimljivo da između Shannon i Boonea postoji nešto više od njegove posesivne ljubavi. Zbog toga su smislili da njih dvoje, koji nisu u krvnom srodstvu, dožive romantičnu avanturu koja je postala pravi obrat u njihovoj priči. U prvotnoj verziji scenarija bilo je zamišljeno da Boone bude nagovoren od strane Lockea da pojede njegovu drogu, ali su scenaristi smatrali da bi time obrat koji se događa na kraju epizode bio puno lakši za otkrivanje pa su sve prebacili na ozljedu glave. Lockeova scena sa Sayidom dodana je kasnije u produkciji, jer sama epizoda nije imala dostatno trajanje, a i Locke nije imao scene s nikim drugim osim s Booneom. Mnogi kasniji detalji su dodani u procesu produkcije, poput onoga kad se Sayid susreće s magnetskom anomalijom, kada se Sawyer i Boone u jednom trenutku flashbacka nađu u istoj prostoriji (policijska postaja) ili kada vidimo Michaelovu kutiju s crtežima koja postavlja temelje sljedeće epizode - Special.

## Gledanost i kritike
Epizodu Hearts and Minds pogledalo je 20.81 Amerikanaca. Chris Carabott iz IGN-a kritizirao je vezu između Shannon i Boonea prije zrakoplovne nesreće: "Osim posljednje scene kada zajedno napokon popuste vlastitoj požudi, u samom odnosu nema ništa uzbudljivo što će se kasnije razvijati u svijetu Izgubljenih".

## Vanjske poveznice
- "Hearts and Minds" na ABC-u